# Rècord de velocitat en motocicleta

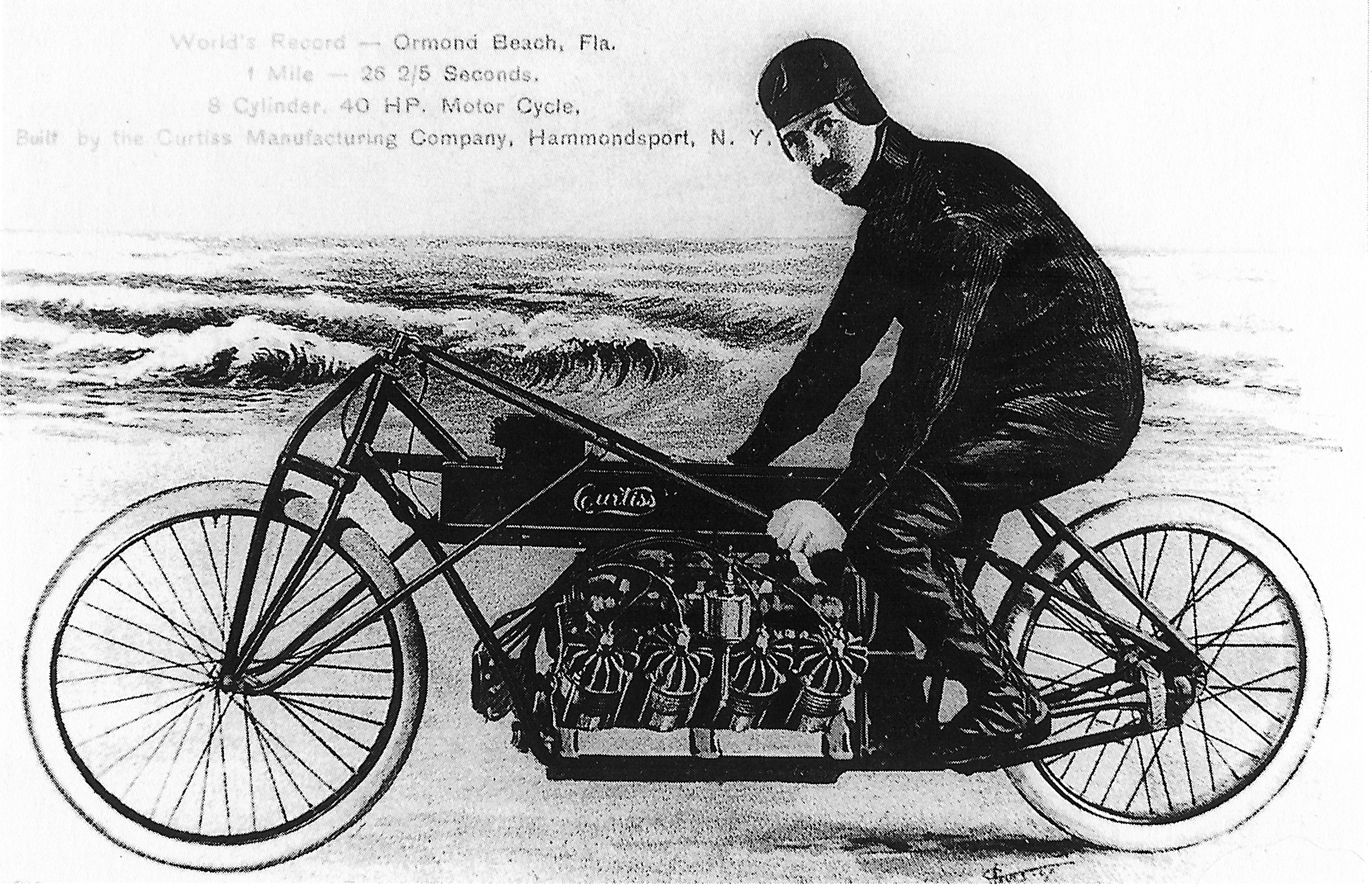
Glenn Curtiss amb la seva motocicleta V8 el 1907, quan va aconseguir un rècord no oficial que va durar més de 20 anys.

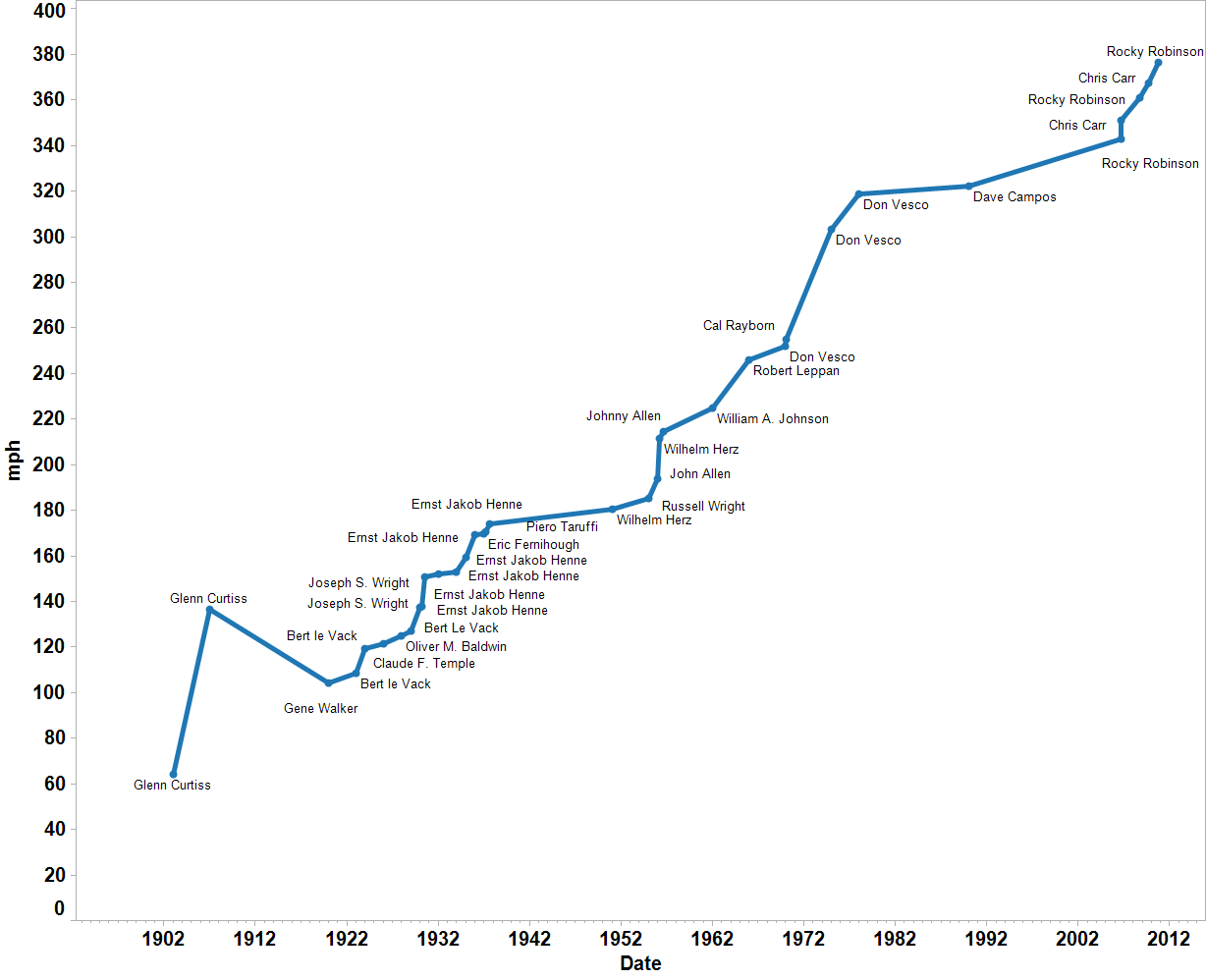
Velocitat (mph) per any

El rècord de velocitat en motocicleta (en anglès, Motorcycle land-speed record) és la velocitat més ràpida aconseguida per una motocicleta. La manera estàndard d'enregistrar-lo consisteix a mesurar la velocitat mitjana atesa en un traçat de longitud fixa recorregut en dues passades en direccions oposades. Els rècords de velocitat de l'AMA requereixen dues passades el mateix dia natural en direccions oposades al llarg d'una milla/km cronometrada, mentre que els rècords mundials de velocitat de la FIM requereixen dues passades en direccions oposades d'una milla/km cronometrada en un màxim de dues hores. Es tracta de motocicletes especials o modificades, diferents de les de producció més ràpides. El primer rècord oficial de la FIM es va establir el 1920, quan Gene Walker va pilotar una Indian a Daytona Beach a 104,12 mph (167,56 km/h). Des de finals de 2010, l'equip d'Ack Attack manté el rècord de velocitat en motocicleta a 376,36 mph (605,69 km/h).

## Història

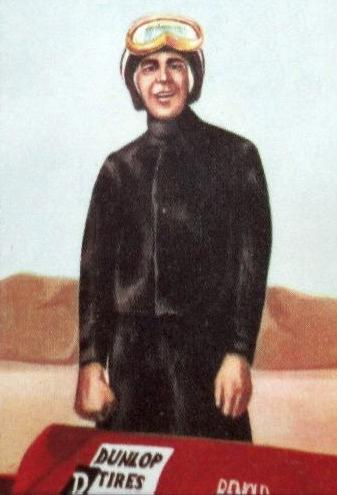
William A. 'Bill' Johnson (EUA), autor del rècord de velocitat de motocicletes el 9/9/1962 a Bonneville Salt Flats amb una Dudek Triumph Streamliner

Glenn Curtiss va establir de manera extraoficial els primers rècords de velocitat generalment reconeguts fent servir motors d'avió fabricats per ell mateix, primer el 1903, quan va aconseguir 64 mph (103 km/h) a Yonkers (Nova York) amb un V-twin, i després el 24 de gener de 1907, a Ormond Beach (Florida), quan va aconseguir 136,27 mph (219,31 km/h) fent servir un V8 allotjat en un xassís de tub prim amb eix directe a la roda del darrere. L'intent de recorregut de tornada es va frustrar quan el seu eix de transmissió es va desenganxar a gran velocitat, però va poder dominar la moto fins a aturar-se sense patir cap mal. La motocicleta V8 de Curtiss es troba actualment a la col·lecció Transportation de la Smithsonian Institution.
El rècord de Curtiss de 1907 va ser el més ràpid que ningú havia obtingut mai a terra amb un vehicle de motor: el rècord de ferrocarril es va situar en 131 mph (211 km/h) (amb alimentació elèctrica); el d'automòbil va ser de 127,66 mph (205,45 km/h) (amb motor de vapor); mentre que a l'aire, on les consideracions de pes feien predominants els motors de combustió interna, el rècord de velocitat el mantenien encara els germans Wright a només 37,85 mph (60,91 km/h).
El primer rècord oficial de la FIM es va establir el 1920, quan Gene Walker va pilotar una Indian a Daytona Beach a 104,12 mph (167,56 km/h). El primer rècord reconegut per la FIM que va superar la velocitat de Curtiss de 1907 no es va enregistrar fins al 1930, a Arpajon (França), quan una OEC especial amb motor V-twin JAP sobrealimentat de 1.000 cc va obtenir una mitjana de 137 mph (220 km/h) al llarg de les dues tirades requerides. Durant la dècada del 1930 hi va haver una batalla internacional entre les BMW conduïdes per Ernst Henne i diverses motocicletes britàniques propulsades per motors JAP, essent el penúltim rècord d'abans de la guerra el que va obtenir el 1937 la Gilera italiana, poc abans que BMW n'establís un altre de 173,68 mph (279,51 km/h) que es va mantenir durant 14 anys.
Després de la Segona Guerra Mundial, el fabricant alemany NSU va rivalitzar amb els britànics Vincent HRD i Triumph pel rècord durant la dècada del 1950, essent les motos amb motor britànic les qui dominaren la dècada del 1960. El neozelandès Burt Munro, immortalitzat a la pel·lícula The World's Fastest Indian (en català, Burt Munro: Un somni, una llegenda), va establir el 1967 a Bonneville un rècord de velocitat per a motocicleta amb motor inferior a 1.000 cc de 183 mph (295 km/h).
La primera motocicleta amb carenat integral (un tipus de motocicletes aerodinàmiques conegudes en anglès com a streamliner) amb motor japonès a aconseguir el rècord ho va fer el 1970; les motos amb motor japonès es van alternar com a detentores del rècord amb altres d'equipades amb motor Harley-Davidson fins al 1990, quan la "streamliner" de Dave Campos, impulsada per dos motors Harley-Davidson, va obtenir una mitjana de 322,15 mph (518,45 km/h). Aquest rècord es va mantenir durant 16 anys abans de ser superat el 2006 per la moto amb motor bicilíndric Suzuki de l'equip Ack Attack a una mitjana de 342,8 mph (551,7 km/h). L'equip BUB, fent servir un motor V4 fet a mida, es va alternar després com a detentor del rècord amb Ack Attack durant els quatre anys següents. A data de novembre de 2022, l'equip d'Ack Attack mantenia el rècord de velocitat en motocicleta a 376,36 mph (605,69 km/h) aconseguit a finals de 2010.

## Tricicle amb motor de reacció
El rècord més ràpid certificat per la FIM és el que va establir el 1964 Craig Breedlove amb el tricicle amb propulsió a reacció Spirit of America. Va establir tres rècords absoluts de velocitat terrestre, l'últim a 526,277 milles per hora (846,961 km/h). Tot i que aquests registres solen ser validats per la FIA, aquesta només certifica vehicles amb almenys quatre rodes, mentre que la FIM en certifica de dues i tres rodes. Malgrat la seva disposició en forma de tricicle, Breedlove mai no va voler que l'Spirit of America fos classificat com a motocicleta i només es va dirigir a la FIM després que la FIA rebutgés de validar el ser rècord. El rècord ratificat per la FIM de l'Spirit of America va impulsar la FIA a afegir la nova categoria de vehicles amb propulsió a reacció a les seves llistes de rècords mundials. A més a més, la majoria de la gent considera el tricicle Spirit of America, que ara forma part de la col·lecció permanent del Museum of Science and Industry (MSI) de Chicago, com a cotxe i no pas com a motocicleta.

## Llista de rècords "absoluts" i "streamliner"
| Data       | Lloc                                                                  | Pilot              | Moto                                     | Cilindrada cc (cu in)  | Velocitat | Velocitat | Notes |
| Data       | Lloc                                                                  | Pilot              | Moto                                     | Cilindrada cc (cu in)  | mph       | km/h      | Notes |
| ---------- | --------------------------------------------------------------------- | ------------------ | ---------------------------------------- | ---------------------- | --------- | --------- | --- |
| 1903       | Yonkers, New York, EUA                                                | Glenn Curtiss      | Curtiss V-2                              | 1,000 cc (61 cu in)    | 64        | 103       | A la milla, primer rècord mundial de velocitat (no oficial), Hercules V-twin                                    |
| 1905       | Blackpool, Regne Unit - Velocitat mitjana sobre 1.000 m el 27/7/1905. | Henri Cissac       | Peugeot 1,489cc V-twin                   | 1,489 cc (90.9 cu in)  | 87        | 140       | Blackpool Speed Trials                                                                                          |
| 2/1/1907   | Ormond Beach, Florida, EUA                                            | Glenn Curtiss      | Curtiss V-8                              | 4,000 cc (240 cu in)   | 136.27    | 219.31    | Rècord no oficial que va durar més de 20 anys                                                                   |
| 14/4/1920  | Daytona Beach, Florida, EUA                                           | Gene Walker        | Indian                                   | 994 cc (60.7 cu in)    | 103.56    | 166.66    | [ 7 ] [ 8 ] |
| 6/11/1923  | Brooklands, Regne Unit                                                | Claude Temple      | Anzani                                   |                        | 108.48    | 174.58    | [ 7 ] |
| 8/6/1924   | Arpajon, França                                                       | Tommy Turner       | AJS Special-AJ Stevens                   | 799 cc (48.8 cu in)    | 110.66    | 178.08    | [ 7 ] |
| 6/7/1924   | Arpajon, França                                                       | Bert le Vack       | Brough Superior-JAP                      | 867 cc (52.9 cu in)    | 118.99    | 191.50    | [ 7 ] |
| 5/9/1926   | Arpajon, França                                                       | Claude F. Temple   | OEC-Temple                               | 996 cc (60.8 cu in)    | 121.44    | 195.44    | [ 7 ] |
| 25/8/1928  | Arpajon, França                                                       | Owen M. Baldwin    | Zenith-JAP                               | 996 cc (60.8 cu in)    | 124.27    | 199.99    | [ 7 ] |
| 25/8/1929  | Arpajon, França                                                       | Bert Le Vack       | Brough-Superior                          | 995 cc (60.7 cu in)    | 129.00    | 207.6     | [ 8 ] |
| 19/9/1929  | Ingolstadt, Alemanya                                                  | Ernst Jakob Henne  | BMW WR 750                               | 735 cc (44.9 cu in)    | 134.67    | 216.75    | Primer ús reeixit d'un sobrealimentador per a un rècord mundial.                                                |
| 31/8/1930  | Arpajon, França                                                       | Joseph S. Wright   | OEC Temple JAP                           | 994 cc (60.7 cu in)    | 137.23    | 220.99    | Primer rècord oficial a superar el del pioner Curtiss.                                                          |
| 21/9/1930  | Ingolstadt, Alemanya                                                  | Ernst Jakob Henne  | BMW WR 750                               | 735 cc (44.9 cu in)    | 137.74    | 221.67    | [ 8 ] |
| 6/11/1930  | Cork, Irlanda                                                         | Joseph S. Wright   | Zenith JAP                               | 995 cc (60.7 cu in)    | 150.74    | 242.59    | [ 7 ] |
| 2/11/1932  | Tát, Hongria                                                          | Ernst Jakob Henne  | BMW                                      | 736 cc (44.9 cu in)    | 151.86    | 244.40    | [ 7 ] |
| 30/10/1934 | Gyon, Hongria                                                         | Ernst Jakob Henne  | BMW                                      | 736 cc (44.9 cu in)    | 153.00    | 246.23    | [ 7 ] |
| 27/9/1935  | A3 (Autobahn Frankfurt-Múnic), Alemanya                               | Ernst Jakob Henne  | BMW                                      | 736 cc (44.9 cu in)    | 159.10    | 256.04    | Primer rècord a més de 250 km/h (160 mph)                                                                       |
| 12/10/1936 | A3, Alemanya                                                          | Ernst Jakob Henne  | BMW Type 255                             | 493 cc (30.1 cu in)    | 169.08    | 272.11    | [ 7 ] |
| 19/4/1937  | Gyon, Hongria                                                         | Eric Fernihough    | Brough Superior-JAP                      | 995 cc (60.7 cu in)    | 169.72    | 273.14    | JAP sobrealimentat. Fernihough es va matar en un nou intent el 1938                                             |
| 21/10/1937 | A4 (Autostrada Brescia-Bèrgam), Itàlia                                | Piero Taruffi      | Gilera                                   | 492 cc (30.0 cu in)    | 170.37    | 274.18    | Quatre cilindres sobrealimentada. Taruffi fou un famós pilot de Grans Premis.                                   |
| 28/11/1937 | A3, Alemanya                                                          | Ernst Jakob Henne  | BMW                                      | 495 cc (30.2 cu in)    | 173.68    | 279.50    | Darrer rècord pre-II Guerra Mundial                                                                             |
| 1951       | A9 (Autobahn Ingolstadt-Múnic), Alemanya                              | Wilhelm Herz       | NSU Delphin I streamliner                | 499 cc (30.5 cu in)    | 180.29    | 290.322   | Primer rècord post-II Guerra Mundial                                                                            |
| 1955       | Swannanoa, Nova Zelanda                                               | Russell Wright     | Vincent-HRD                              | 998 cc (60.9 cu in)    | 184.83    | 297.640   | [ 8 ] |
| 25/9/1955  | Bonneville, EUA                                                       | John Allen         | Triumph                                  | 649 cc (39.6 cu in)    | 192.719   | 310.151   | No ratificat per la FIM                                                                                         |
| 2/8/1956   | Bonneville, EUA                                                       | Wilhelm Herz       | NSU Delphin III streamliner              | 499 cc (30.5 cu in)    | 189.5     | 304.97    | [ 18 ] |
| 4/8/1956   | Bonneville, EUA                                                       | Wilhelm Herz       | NSU Delphin III streamliner              | 499 cc (30.5 cu in)    | 210.64    | 338.992   | Primer rècord a més de 200 mph (320 km/h)                                                                       |
| 6/9/1956   | Bonneville, EUA                                                       | Johnny Allen       | Triumph Tiger T110                       | 649 cc (39.6 cu in)    | 214.4     | 345.188   | No ratificat per la FIM                                                                                         |
| 5/9/1962   | Bonneville, EUA                                                       | William A. Johnson | Triumph                                  | 650 cc (40 cu in)      | 224.57    | 361.41    | [ 23 ] |
| 1966       | Bonneville, EUA                                                       | Robert Leppan      | Triumph Special Gyronaut X-1 streamliner | 1,298 cc (79.2 cu in)  | 245.667   | 395.36    | Dos motors Triumph Special                                                                                      |
| 1970       | Bonneville, EUA                                                       | Don Vesco          | Yamaha "Big Red" streamliner             | 700 cc (43 cu in)      | 251.66    | 405.25    | Dos motors de dos temps. Primer rècord a més de 250 mph (402 km/h)                                              |
| 1970       | Bonneville, EUA                                                       | Cal Rayborn        | Harley-Davidson streamliner              | 1,480 cc (90 cu in)    | 265.492   | 410.37    | Sportster monocilíndric de nitrometà conegut com a 'Godzilla', construït per Warner Riley.                      |
| 28/9/1975  | Bonneville, EUA                                                       | Don Vesco          | Yamaha "Silver Bird" streamliner         | 1,480 cc (90 cu in)    | 302.92    | 487.515   | Primer rècord a més de 300 mph (483 km/h)                                                                       |
| 28/8/1978  | Bonneville, EUA                                                       | Don Vesco          | Lightning Bolt streamliner               | 2,030 cc (124 cu in)   | 318.598   | 509.757   | Dos motors sobrealimentats Kawasaki Kz1000. Primer rècord a més de 500 km/h (311 mph)                           |
| 14/7/1990  | Bonneville, EUA                                                       | Dave Campos        | Easyriders streamliner                   | 3,000 cc (180 cu in)   | 322.150   | 518.450   | Dos motors Harley-Davidson. El rècord oficial més durador, 16 anys (vegeu el no oficial de Curtiss, de 20 anys) |
| 3/9/2006   | Bonneville, EUA                                                       | Rocky Robinson     | Top Oil-Ack Attack streamliner           | 2,600 cc (160 cu in)   | 342.797   | 551.678   | Dos motors Suzuki                                                                                               |
| 5/9/2006   | Bonneville, EUA                                                       | Chris Carr         | BUB Seven streamliner                    | 2,997 cc (182.9 cu in) | 350.884   | 564.693   | BUB/Sierra Design V4                                                                                            |
| 26/9/2008  | Bonneville, EUA                                                       | Rocky Robinson     | Top Oil-Ack Attack streamliner           | 2,600 cc (160 cu in)   | 360.913   | 580.833   | Dos motors Suzuki</ref>                                                                                         |
| 24/9/2009  | Bonneville, EUA                                                       | Chris Carr         | BUB Seven streamliner                    | 2,997 cc (182.9 cu in) | 367.382   | 591.244   | BUB/Sierra Design V4                                                                                            |
| 25/9/2010  | Bonneville, EUA                                                       | Rocky Robinson     | Top Oil-Ack Attack streamliner           | 2,600 cc (160 cu in)   | 376.363   | 605.697   | Dos motors Suzuki. Primer rècord a més de 600 km/h (373 mph)                                                    |